# 卡斯蒂永（朗贝县）
卡斯蒂永（朗贝县）（法語：Castillon (Canton de Lembeye)，法語發音：[kastijɔ̃] ⓘ），简称卡斯蒂永，是法国大西洋比利牛斯省的一个市镇，属于波城区。

## 地名
因为同省内有同名市镇，该市镇在INSEE网站上的正式名称为后置括号并在括号内用区划名进行消歧义的“Castillon (Canton de Lembeye)”，其与同省的卡斯蒂永（阿尔泰兹德贝阿恩县）（Castillon (Canton d'Arthez-de-Béarn)）法国目前唯二的名称后置括号并在括号内用区划名进行消歧义的市镇。值得注意的是，朗贝县和阿尔泰兹德贝阿恩县均已于2015年撤销，不过这两个市镇在INSEE网站上的正式名称至今仍未变更。

## 地理
卡斯蒂永（43°28'49"N, 0°7'41"W）面积4.72 平方千米，位于法国新阿基坦大区大西洋比利牛斯省，该省份为法国东南部省份，涵盖了贝阿恩与北巴斯克，西临大西洋比斯開灣，北至朗德省，东北接热尔省，东临上比利牛斯省，南与西班牙接壤。
与卡斯蒂永接壤的市镇（或旧市镇、城区）包括：阿里科-博尔德、科贝尔-阿贝尔、埃斯屈雷斯、加永、莱斯皮耶勒、塞梅阿克-布拉雄。
卡斯蒂永的时区为UTC+01:00、UTC+02:00（夏令时）。

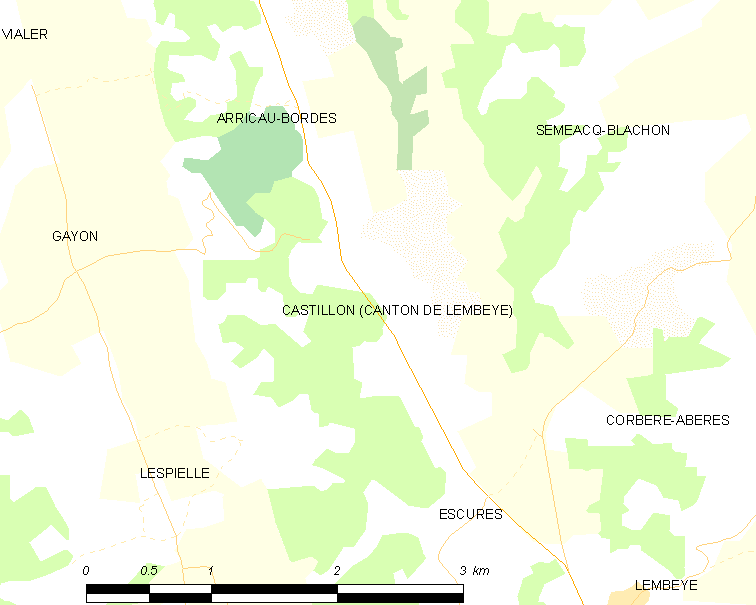
卡斯蒂永的OSM定位图

## 行政
卡斯蒂永的邮政编码为64350，INSEE市镇编码为64182。

## 政治
卡斯蒂永所属的省级选区为吕伊河土地和维克比伊山坡县。

## 人口

1962-2008年间卡斯蒂永人口变化图示

卡斯蒂永于2022年1月1日时的人口数量为78人。